# Claremont (Kalifornija)
Claremont je grad u američkoj saveznoj državi Kalifornija. Prema popisu stanovništva iz 2010. u njemu je živjelo 34,926 stanovnika.